# Edwige Abéna Fouda
Edwige Abéna Fouda, född 2 februari 1973, är en friidrottare från Kamerun. Hon deltog vid olympiska sommarspelen 1996.